# Norrmyrtjärnarna (Lycksele socken, Lappland, 720413-162779)
Norrmyrtjärnarna är en sjö i Lycksele kommun i Lappland och ingår i Umeälvens huvudavrinningsområde.